# Oscar Larsson (konstnär)
Carl Oscar Christian Larsson, född 1 augusti 1887 i Malmö, död 1962 i Malmö, var en svensk typograf, målare och tecknare.
Han var son till föreståndaren Axel Fredrik Larsson och Anna Kristina Persson och gift 1914–1928 med Elisabeth Billsten och från 1929 med Inga Amalia Ivarsson. Larsson utbildade sig först till typograf och studerade senare vid Malmö tekniska yrkesskola 1910–1914 och under studieresor till Danmark och Tyskland. Separat ställde han ut i Lund, Stockholm och Malmö och han medverkade i samlingsutställningar med Skånes konstförening sedan 1916. Hans konst består av självporträtt, hamnmotiv, naturalistiskt hållna landskap samt gatubilder från Lund, Malmö, Köpenhamn och Roskilde. Larsson är representerad med en teckning vid Uppsala universitetsbibliotek.